# The Emperor's New School
The Emperor's New School (Las nuevas locuras del emperador en Hispanoamérica; Kuzco: Un emperador en el cole en España) es una serie original de Disney Channel y es la continuación de la película The Emperor's New Groove. Trata de un emperador haragán y orgulloso, que debe asistir a la escuela para volver a ocupar su puesto porque no tiene los requisitos para gobernar.

## Premisa y Escenarios
La serie sigue a Kuzco, quien debe graduarse de la escuela secundaria pública, Academia Kuzco, para reclamar su trono como emperador del Imperio incaico. En su cumpleaños, aprende sobre los requisitos educativos de su fondo fiduciario y es expulsado del palacio. En la academia se le muestra tomando cursos sobre hablar con ardillas, pastorear llamas y "Kuzcología". Sin embargo, los episodios se centran más en Kuzco aprendiendo lecciones de la vida, incluida la importancia de la amistad y el trabajo duro. Como estudiante, vive con el campesino Pacha y su esposa Chicha y sus hijos Tipo, Chaca y Yupi.
A pesar de su relación tensa y estilos de vida contrastantes, Pacha actúa como una figura paterna para Kuzco, ayudándole en sus proyectos escolares. En un episodio, entrena a Kuzco para una clase de educación física.
Kuzco también es apoyado por su compañera de clase Malina, quien se caracteriza por su inteligencia y popularidad. Malina es uno de los pocos personajes que lo regaña por su actitud. Kuzco está enamorado de ella y con frecuencia se refiere a ella como un "Bombón caliente bombón". La exasesora real de Kuzco, Yzma, se disfraza de directora de la academia, Amzy, para evitar que se gradúe; ella esquiva a Kuzco en un intento de convertirse en la emperatriz. Sus planes a menudo implican convertirlo en un animal, dejándolo incapaz de terminar una tarea escolar. Su secuaz, Kronk, la asiste haciéndose pasar por estudiante y amigo de Kuzco. Otros personajes de apoyo incluyen el Royal Records Keeper y el Sr. Moleguaco.
La serie es un spin-off de la película de 2000 The Emperor's New Groove y su secuela de 2005 Kronk's New Groove, teniendo varias contradicciones de continuidad respecto a ambas películas. Incluye referencias a la anterior, incluidas las bocanadas de espinacas de Kronk y a Yzma siendo aplastado por un objeto grande cada vez que tira de la palanca hacia el laboratorio secreto. A pesar de ser una secuela, Kuzco conserva su personalidad narcisista vista en la película original y Kronk se muestra como ayudante de Yzma a pesar de haber dejado ese puesto al final de la primera película y conservando ese hecho en la segunda.
Los críticos de la televisión asociaron a Kuzco con la frase "todo se trata de mí". A través de un enfoque "autoconsciente", la serie emplea una combinación de comedia física y metahumor. Algunos ejemplos incluyen que Kuzco haya detenido una escena para hacer un comentario sarcástico o para hacer un bosquejo de sus ideas en un papel con reglas. El productor ejecutivo Bobs Gannaway se refirió a la serie por tener "toques posmodernos" debido a estas interacciones con la audiencia. Inspirándose en las películas de Austin Powers, la serie también incluye pausas incómodas en las conversaciones como parte de su comedia.
La serie está ambientada en el Perú prehispánico, específicamente en la ciudad de Cuzco, dónde Kuzco y los "demás" aldeanos (Kuzco es considerado un aldeano más) viven en las cimas de las colinas. Aunque no se nombra directamente a Perú en ningún momento, en algunos de los capítulos se hace referencia al lugar en el que viven mostrando mapas de Perú, además de hacer referencia a lugares de alrededor de Cuzco, como la ciudad "Micchu Pacchu" (parodia de Machu Picchu). También se hace referencia a la civilización Inca mediante el uso de los "Inca Scouts", un grupo de niños scout liderados y enseñados por Kronk.

## Personajes principales
- Kuzco: Es el emperador, pero no puede ejercer como tal hasta que acabe los estudios, aunque siempre suspende. Hasta que se gradúe vive en la casa del campesino Pacha. Su principal enemiga es Yzma, que quiere deshacerse de él para ser emperatriz. Está enamorado de Malina, aunque ella nunca le hace caso.
- Malina: Es la chica de la que está enamorado Kuzco. Es hermosa, inteligente y amable, es la directora de casi todas las actividades extra-escolares. Kuzco quiere salir con ella, pero ella siempre lo rechaza. A pesar de ello, ocasionalmente Malina demuestra tener secretamente aprecio por Kuzco.
- Kronk: Ayudante de Yzma en sus planes contra Kuzco, a pesar de ello siendo considerado como amigo de este y de Malina, con los que también suele colaborar. Aunque aparentemente no es muy listo y bastante torpe, muestra cierto grado de inteligencia a veces. Es el capitán de los niños exploradores y sabe hablar bien el idioma ardilla. Su personalidad es ingenua y amable. A menudo pone de los nervios a Yzma porque no comprende sus planes maléficos o no está de acuerdo con ellos. También tiene afición por la cocina.
- Yzma/Directora Amzy: Yzma es la villana principal de serie, pero también es un personaje cómico y excéntrico, esto es demostrado con sus planes para acabar con Kuzco. Poderosa, manipuladora y muy ambiociosa desea tener el poder para sí sola, en la primera película era la consejera, tutora y asesora de Kuzco, sin embargo Kuzco la despide, por tratar de actuar como una Emperatriz y meterse en sus asuntos. Yzma intenta desesperadamente que Kuzco no haga sus tareas escolares, para que de esta manera repruebe las materias y no pueda ser emperador, ya que de esta forma, ella sería elegida Emperatriz, para asegurarse de esto se disfraza de la directora Amzy (que es "Yzma" al revés), todos se dan cuenta de esto, excepto Kronk, que siempre lo olvida. Sus planes consisten principalmente en la transformación de Kuzco en diferentes animales, que casi siempre terminan en beneficio de este último.
- Pacha: Marido de Chicha y padre de Tipo, Chaca y Yupi. Es muy buena gente y dejó que Kuzco viviera en su casa hasta que consiguiera graduarse. Él vive en la cima de la colina de la aldea. Durante la serie se puede apreciar como este se va convirtiendo en una imagen paterna para Kuzco. Al final de la misma, él y toda su familia se van a vivir al palacio con el joven emperador.
- Chicha: Esposa de Pacha y madre de Tipo, Chaca y Yupi. Siempre trata de ayudar a Kuzco a pesar de que este no acepta ayuda de campesinos.
- Chaca, Tipo y Yupi: Son los hijos de Pacha y Chicha. Chaca es una chica muy inteligente y la hermana mayor. Tipo es el hermano mediano y es muy enérgico. Y Yupi es el más pequeño (Chicha lo tuvo al final de la primera película). Chaca tiene 7 años, Tipo 6 años y Yupi tiene 6 meses y medio (esto se menciona en Kronk's New Groove).
- Sr. Moleguaco: Es el profesor de Kuzco, es de corto paciencia (y corto de altura). Kuzco siempre lo molesta, se burla de él e intenta jugar con sus debilidades. Él quiere que Kuzco sea aplicado y se gradúe, aunque a veces desearía que reprobara. Kuzco siempre se olvida de llamarlo "Sr. Moleguaco" y lo llama "Sr. Guacamole".
- La Ardilla Bucky: Bucky es la ardilla de Kronk, por lo que deducimos que Kronk no tiene amigos, sólo Bucky. Se lleva mal con Kuzco. Los únicos que se pueden comunicar con ella, son Kronk y Malina, que saben el idioma ardilla, que es una de las materias de la academia (Kronk lo habla mejor que Malina).

## Reparto
| Personaje          | Actor original           | Actor de doblaje (Latinoamérica)    | Actor de doblaje (España) | Temporadas |
| ------------------ | ------------------------ | ----------------------------------- | ------------------------- | ---------- |
| Kuzco              | J. P. Manoux             | Jesús Barrero (†)                   | David Robles              | 1.ª-2.ª    |
| Kronk              | Patrick Warburton        | Rubén Cerda                         | David García Vázquez      | 1.ª-2.ª    |
| Malina             | Jessica DiCicco          | Gaby Ugarte                         | Cristina Yuste            | 1.ª-2.ª    |
| Guaka              | Gabriel Iglesias         | Víctor Ugarte Fonseca               | Javier Balas              | 1.ª-2.ª    |
| Yzma               | Eartha Kitt (†)          | Lourdes Morán (†)                   | Lucía Esteban             | 1.ª-2.ª    |
| Pacha              | Fred Tatasciore          | Mario Arvizu                        | Carlos Kaniowsky          | 1.ª        |
| Pacha              | John Goodman             | Mario Arvizu                        | Carlos Kaniowsky          | 2.ª        |
| Chicha             | Wendie Malick            | Rebeca Patiño                       | Chelo Vivares             | 1.ª-2.ª    |
| Chaca              | Jessie Flower            | Jessica Ángeles                     | Claudia Caneda            | 1.ª-2.ª    |
| Tipo               | Shane Baumel             | Manuel Díaz                         | Chelo Vivares             | 1.ª-2.ª    |
| Yasmine            | Grey DeLisle             | Margarita Vera                      | Yolanda Mateos            | 1.ª-2.ª    |
| Yatta              | Miley Cyrus              | Georgina Sánchez                    | Pilar Martín              | 1.ª-2.ª    |
| Profesor Molehuaco | Curtis Armstrong         | Roberto Mendiola Fernández          | Miguel Ayones             | 1.ª-2.ª    |
| Cabo               | Kevin Michael Richardson | José Francisco Colmenero Villanueva | Juan Luis Rovira          | 1.ª-2.ª    |
| Rudy               | John Fiedler             | Esteban Siller Garza(†)             | Antonio Fernández Sánchez | 1.ª-2.ª    |
| Papi               | Jeff Bennett             | Jesse Conde                         | Julio Núñez               | 1.ª-2.ª    |

Voces adicionales

- Yolanda Vidal
- Noé Velázquez Pedroza
- Javier Ricardo Bautista Rangel
- Romina Marroquín Payró
- Eduardo Fonseca
- Germán Fabregat
- César Alarcón
- Nayeli Mendoza
- Belinda Martínez
- Javier Olguín Vega
- Arturo Mercado Chacón
- Raúl Aldana
- Raúl Anaya
- Juan Carlos Tinoco
- Ferso Velázquez

- Estudio de Doblaje: Diseño en Audio (DNA), Ciudad de México
- Director de doblaje: Arturo Mercado Chacón
- Traductor Adaptador: Nora Gutiérrez
- Director Musical: Jack Jackson
- Director Creativo: Raúl Aldana
- Doblaje al español producido por: Disney Character Voices International Inc.

## Producción
Según el presidente de Disney Channels Worldwide, Gary Marsh, el show fue comisionado después de que The Emperor's New Groove atrajera altas índices de audiencia en Disney Channel y Toon Disney. Se anunció por primera vez en 2004 para un lanzamiento en 2006.
Mark Dindal, quien dirigió la película original, aprobó a Bobs Gannaway como productor ejecutivo basado en su amistad y trabajo en conjunto en la película animada de 1997, Los gatos no bailan. The Walt Disney Company se acercó por primera vez a Gannaway acerca de la serie "unos años" después de que se publicó The Emperor's New Groove. Anteriormente, había trabajado con la compañía en varios spin-offs, incluyendo los programas de televisión Timón y Pumba y Lilo & Stitch: La Serie. Éstos lo ayudaron a establecer su reputación como el "hombre al que ir" para expandirse en películas preexistentes. Howy Parkins y David Knott son los directores del programa, Dindal es reconocido como su creador.
La serie está ambientada en una escuela para enfatizar la falta de etiqueta social de Kuzco. Gannaway dijo que los episodios incluyen "historias de redención social", con el personaje trabajando a través de problemas con maestros y estudiantes. Comparando The Emperor's New School con otros espectáculos animados, atribuyó la principal diferencia a tener un personaje cómico como protagonista en lugar de un compañero. Si bien Gannaway reconoció que a los espectadores inicialmente no les gustaba Kuzco debido a su actitud, esperaba que la serie lo retratara como un "imbécil simpático" que "realmente no sabe nada mejor".
J. P. Manoux reemplaza a David Spade como la voz de Kuzco para The Emperor's New School. Eartha Kitt y Patrick Warburton repiten sus roles como Yzma y Kronk, respectivamente. Kitt dijo en broma sobre su apego al personaje: "Los niños saben mi nombre... ¡Me encanta!... ¡No puede haber otra Yzma!" Brian Cummings expresa a Pacha, aunque algunos medios de comunicación informaron erróneamente que Fred Tatasciore lo hizo. Cummings fue contratado para el puesto ya que había hecho un "trabajo de voz avanzado" para el personaje como parte del desarrollo de The Emperor's New Groove. El actor de voz original, John Goodman, finalmente regresaría para interpretar a Pacha en el programa de televisión. Bob Bergen y Wendie Malick también regresaron para expresar a Bucky la ardilla y Chicha, respectivamente. El resto del elenco principal incluye a: Jessica DiCicco como Malina, Shane Baumel como Tipo, Rip Taylor como el Guardián de Registros Reales y Curtis Armstrong como el Sr. Moleguaco. Las estrellas invitadas incluyen a Miley Cyrus como Yatta, una camarera y Joey Lawrence como Dirk Brock.
The Emperor's New School utiliza animación tradicional en 2D. La Animación Flash había sido descartada por incompatible durante el desarrollo del programa. En un intento por preservar el estilo artístico de The Emperor's New Groove, Gannaway mantuvo su enfoque en los personajes. Explicó que la película original había hecho que los personajes parecieran "más planos" contra "fondos lavados sólidos", que "los ayudó a explotar"; Su intención era que el espectáculo continuara con esta técnica. Cada episodio tardó aproximadamente nueve meses en completarse, y entre 16 y 17 se desarrollaron a la vez.
Michael Tavera escribió el tema musical, un "número de marcha de rock" y "pastiche canción de lucha de la universidad" con Kuzco presumiendo de sí mismo. Laura Dickinson también contribuyó a la música del espectáculo, interpretando las canciones: "Let's Brock", "Kuzco Dance", "Our Academy" y "Kronk For Hire". Kitt también había grabado una canción y una "introducción especial" para el episodio "Yzmopolis". Hablando de su parte, Kitt dijo que "la dimensión agregada de una voz cantante le da a su personaje una capa adicional y vital".

## Recepción de la crítica
Hubo algunas críticas positivas de la nueva escuela del emperador. Fred Topel, de Rotten Tomatoes, citó la serie como un ejemplo de cómo The Walt Disney Company tiene "un buen historial" al traducir sus películas a la televisión. Sarah Baisley, de Animation World Network, dijo que "la paleta de colores es sorprendente para la televisión con diseños de fondo simples pero atractivos que funcionan bien para la distribución de televisión".
Karen MacPherson, que escribió para el Pittsburgh Post-Gazette, elogió el "buen humor irreverente" del programa como apropiado para su público objetivo, citando la parte de "Doodles de Kuzco" como un punto culminante. A pesar de su respuesta negativa al conjunto del espectáculo, David Perlmutter elogió las actuaciones de Kitt y Warburton.
The Emperor's New School también recibió críticas negativas. MacPherson criticó la claridad de la premisa, ya que el primer episodio inicialmente dijo que una educación ayudaría a Kuzco a convertirse en emperador y luego que era necesario que permaneciera en esa posición. También cuestionó cómo la trama de la escuela podría continuar sin volverse monótona. Perlmutter escribió que el programa había destruido el encanto de la película original y criticó a Disney por convertir todas sus películas en programas de televisión. Pam Gelman, de Common Sense Media, analizó la animación y los personajes y preguntó por qué alguien elegiría ayudar a Kuzco.
El personaje de Malina fue criticado. Kadeen Griffiths of Bustle calificó su caracterización como sexista de interés amoroso de Kuzco, pero observó que el personaje recibió cierta profundidad. MacPherson criticó la representación femenina de la serie a través de Yzma y Malina. Ella sintió que la ropa de Malina que abrazaba la figura enfatizaba su atractivo sobre su inteligencia.
La serie recibió varios premios y nominaciones. En la XXXIV edición de los Premios Annie, Eartha Kitt ganó el premio por Actuación de Voz en una Producción de Televisión por su desempeño en el episodio "Kuzclone". Patrick Warburton recibió una nominación para la misma categoría y episodio. En la XXXV edición de los Premios Annie, el episodio "Emperor's New Musical" recibió dos nominaciones.
Kitt ganó el premio por la actuación de voz en una producción de televisión, mientras que Howy Parkins fue nominado para el premio de dirección en una producción de televisión. Kitt también ganó dos premios Daytime Emmy Awards a un artista sobresaliente en un programa animado por su papel en los premios Daytime Emmy Awards número 34 y 35. Jessica DiCicco también fue nominada en esta categoría para los 35th Daytime Emmy Awards.

## Premios
| Año  | `Premio              | Categoría                                                              | Nominados                                           | Resultado | Ref.   |
| ---- | -------------------- | ---------------------------------------------------------------------- | --------------------------------------------------- | --------- | ------ |
| 2007 | Premios Annie        | Actuación de voz sobresaliente en una producción de televisión animada | Eartha Kitt por "Kuzclone"                          | Ganadora  | [ 14 ] |
| 2007 | Premios Annie        | Actuación de voz sobresaliente en una producción de televisión animada | Patrick Warburton por "Kuzclone"                    | Nominada  | [ 14 ] |
| 2007 | Premios Daytime Emmy | Artista destacado en un programa animado                               | Eartha Kitt                                         | Ganadora  | [ 15 ] |
| 2008 | Premios Annie        | Actuación de voz sobresaliente en una producción de televisión         | Eartha Kitt por "The Emperor's New School Musical"  | Ganadora  | [ 14 ] |
| 2008 | Premios Annie        | Dirección destacada en una producción televisiva                       | Howy Parkins por "The Emperor's New School Musical" | Nominado  | [ 14 ] |
| 2008 | Premios Daytime Emmy | Artista destacado en un programa animado                               | Eartha Kitt                                         | Ganadora  | [ 15 ] |
| 2008 | Premios Daytime Emmy | Artista destacado en un programa animado                               | Jessica DiCicco                                     | Nominada  |        |

## Películas
- El emperador y sus locuras
  - Duración: 78 Minutos
  - Director: Mark Dindal

- El emperador y sus locuras 2: la gran aventura de Kronk
  - Duración: 72 Minutos
  - Directores: Saul Andrew Blinkoff y Elliot M. Bour